# This Strange Effect
This Strange Effect est une chanson écrite par Ray Davies, musicien du groupe de rock britannique The Kinks, sortie pour la première fois en 1965, interprétée par le chanteur britannique Dave Berry. Elle fut reprise par plusieurs artistes.

## Histoire
Aucun enregistrement en studio de la chanson ne fut officiellement réalisé par The Kinks, qui firent cependant quelques enregistrements en concert. C'est alors chantée par Dave Berry que le public la découvrit en juillet 1965, sortant en septembre suivant sous forme de single aux États-Unis[réf. souhaitée]. Elle atteignit la première place du classement aux Pays-Bas mais fut seulement 37e au UK Singles Chart,. En 2001, une version enregistrée par The Kinks dans les studios de la British Broadcasting Corporation datant d'août 1965, parut sur le disque BBC Sessions 1964-1977.

## Reprises
- Billy Wyman, ancien bassiste des Rolling stones, reprit la chanson sur son album Stuff de 1992[6]. Cette version se trouve aussi sur A Stone Alone : The Solo Anthology 1974-2002[7].
- Le musicien américain Steve Wynne reprit plus tard la chanson, présente sur son album Sweetness And Light de 1997[8],[1].
- Le groupe belge Hooverphonic reprit This Strange Effect dans une version présente sur leur album Blue Wonder Power Milk de 1998[9]. Le titre sortit sous forme de single et fut utilisé dans une publicité pour un téléphone Motorola, diffusée à la télévision américaine[réf. souhaitée].
- Le groupe américain Thievery Corporation remixa la version d'Hooverphonic et l'intégra à sa compilation Abductions and Reconstructions, datant de 1999[10].
- Une nouvelle reprise fut enregistrée en 2006 par le groupe finlandais The Others, alias 22P, pour leur album Monochromeset[11].
- En 2009, le groupe irlandais de punk rock The Undertones reprit la chanson pour le projet Onder Invloed, créé par le journaliste allemand Matthijs van der Ven, qui invita des musiciens de tous pays à reprendre leurs chansons préférées[12].
- Le duo britannique de musique électronique Stubborn Heart reprit à son tour la chanson, se trouvant parmi les titres bonus de leur premier album paru en 2012[13].
- Le groupe britannique Squeeze reprit également la chanson, présente sur l'édition de luxe de leur album Craddle to the Grave de 2015[14].
- En 2017, Apple lança une campagne télévisée de publicité pour iPhone en utilisant la reprise réalisée par le groupe The Shacks[15], originellement présente sur son minialbum éponyme de 2016[16].
- La reprise interprétée par Unloved (en) fut quant à elle utilisée dans le générique d'ouverture de la mini-série Nine Perfect Strangers diffusée en 2021 sur Hulu[17], et dans la troisième saison de la série Killing Eve[18].

## Classement en1965
| Pays                                                                     | Position |
| ------------------------------------------------------------------------ | -------- |
| Belgique, Région flamande, Ultratop 50 Singles (Belgique néerlandophone) | 4        |
| Belgique, Région wallonne, Ultratop 50 Singles (Belgique francophone)    | 33       |
| Pays-Bas, (Single Top 100)                                               | 1        |
| Royaume-Uni, (UK Singles Chart)                                          | 37       |